# Courtney Upshaw
Courtney Upshaw (* 13. Dezember 1989 in Eufaula, Alabama) ist ein ehemaliger US-amerikanischer American-Football-Spieler auf der Position des Outside Linebackers. Derzeit ist er ein Free Agent. Zuvor spielte er für die Atlanta Falcons und die Baltimore Ravens in der National Football League (NFL).

## Frühe Jahre
Upshaw ging auf die High School in seiner Geburtsstadt Eufaula in Alabama. Er spielte hier American Football auf der Position des Defensive End. Des Weiteren lief er zusätzlich noch als Tight End für die High School auf. Upshaw ging auf die University of Alabama. Für die Collegefootballmannschaft erzielte er 141 Tackles und 17.5 Sacks.

## NFL

### Baltimore Ravens
Upshaw wurde im NFL Draft 2012 in der zweiten Runde an 35. Stelle von den Baltimore Ravens ausgewählt, bei denen er einen Vier-Jahres-Vertrag unterschrieb. Bereits in seinem ersten Spiel gegen die Cincinnati Bengals am 10. September 2012 gelang ihm sein erster (halber) Sack. Die Ravens schafften in der gleichen Saison den Einzug in den Super Bowl XLVII, welcher auch mit 34:31 gegen die San Francisco 49ers gewonnen wurde. Upshaw gelang es in dem Spiel gegen LaMichael James, dem Runningback der 49ers, einen Fumble zu erzwingen, welcher auch von den Ravens gesichert wurde. In seinen vier Jahren bei den Ravens verpasste er kein einziges Saisonspiel, ihm gelangen insgesamt 183 Tackles und 5,0 Sacks.

### Atlanta Falcons
Am 25. März 2016 unterschrieb Upshaw einen Ein-Jahres-Vertrag bei den Atlanta Falcons, mit denen er den Super Bowl LI erreichte, welcher aber mit 28:34 gegen die New England Patriots verloren wurde. Am 9. März 2017 wurde sein Vertrag bei den Falcons verlängert.

### New York Jets
Am 14. Juni 2018 nahmen ihn die New York Jets unter Vertrag. Jedoch noch vor der Saison 2018 entließen sie ihn wieder am 28. Juli 2018.